# Guido Baccelli

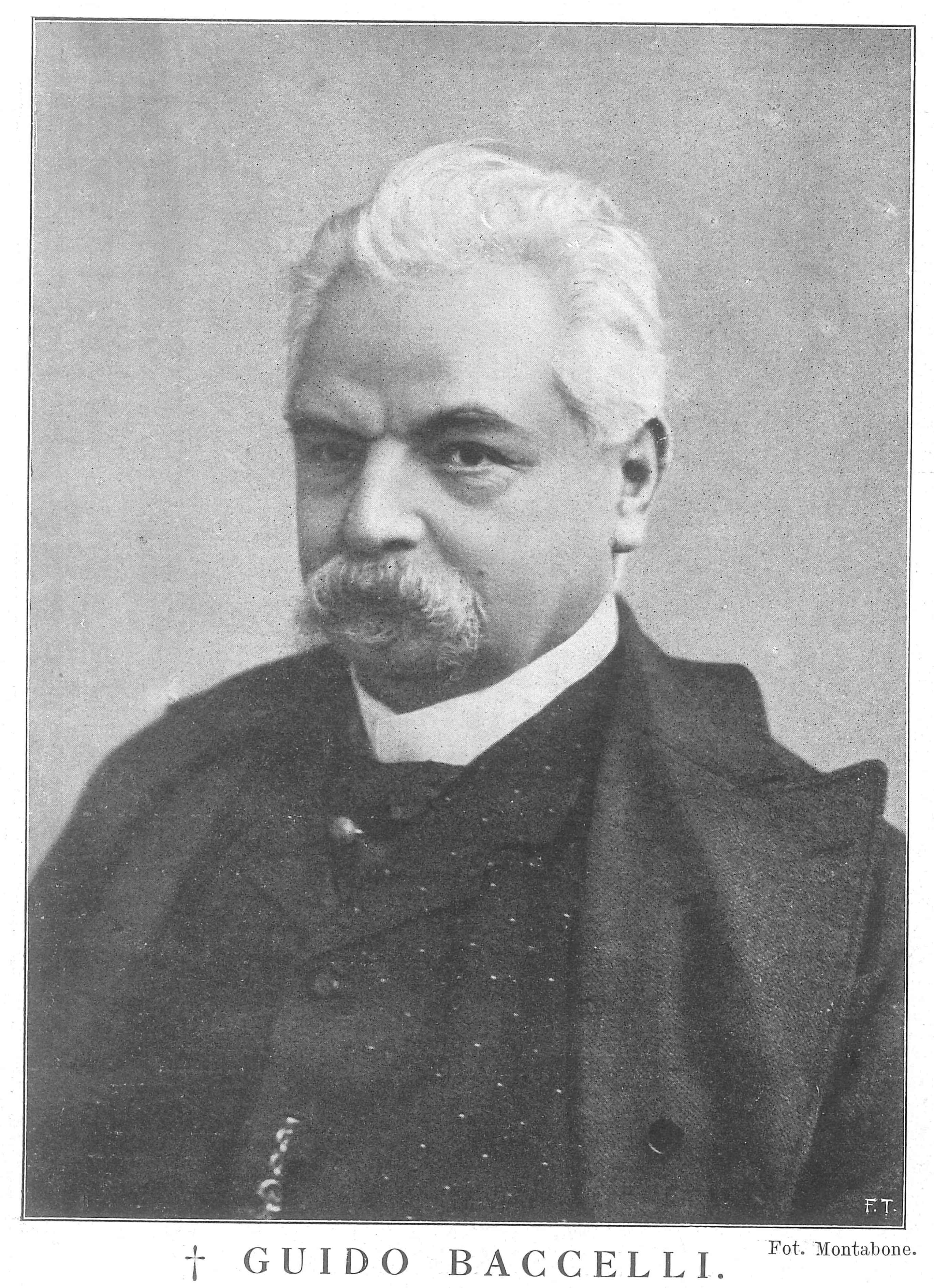

Guido Baccelli (* 25. November 1830 in Rom; † 10. Januar 1916 ebenda) war ein italienischer Mediziner und Politiker.
Guido Baccelli war einer der bekanntesten Mediziner in Italien. Er lehrte als Professor an der Universität La Sapienza in Rom. Mit mehreren Unterbrechungen war er zwischen 1879 und 1900 Bildungsminister (Ministro della Pubblica Istruzione) von Italien, von 1901 bis 1903 Landwirtschaftsminister. Er förderte viele wissenschaftliche und kulturelle Bestrebungen, etwa größere Ausgrabungsvorhaben in Rom, und führte 1898 das Fest des Baumes in Italien ein.

## Belege
1. ↑  Mario Crespi: Guido Baccelli. In:  Dizionario Biografico degli Italiani (DBI).
2. ↑  Fest des Baumes

| Personendaten    | Personendaten                         |
| ---------------- | ------------------------------------- |
| NAME             | Baccelli, Guido                       |
| KURZBESCHREIBUNG | italienischer Mediziner und Politiker |
| GEBURTSDATUM     | 25. November 1830                     |
| GEBURTSORT       | Rom                                   |
| STERBEDATUM      | 10. Januar 1916                       |
| STERBEORT        | Rom                                   |